# Seligmannite
La seligmannite è un minerale (solfoarseniuro di piombo e rame) appartenente al gruppo della bournonite.

## Etimologia
Il nome del minerale deriva da Gustav Seligmann, collezionista di minerali di Coblenza.

## Abito cristallino
Come incrostazione su vari cristalli o in microcristalli che raramente superano i 2 millimetri.

## Origine e giacitura
Nelle dolomie saccaroidi della Binntal.

## Forma in cui si presenta in natura
In cristalli ben formati a volte geminati secondo {110}.

## Caratteristiche chimico fisiche
- Peso molecolare: 441,87 grammomolecole[1]
- Fluorescenza: assente
- Fosforescenza: assente
- Indice di elettroni: 4,72 g/cm³[1]
- Indici quantici[1]:
  - Fermioni: 0,1
  - Bosoni: 0,9
- Indici di fotoelettricità[1]:
  - PE: 849,17 barn/elettroni
  - ρ: 4007,15 barn/cm³
- Indice di radioattività: GRapi = 0 (Il minerale non è radioattivo)[1]

## Località di ritrovamento
Oltre alla suddetta Binntal, il minerale si trova nella miniera di Bingham Canyon nello Utah, a Butte ed Every nel Montana (USA), a Kalgoorlie (Australia) e nel Perù.